# Chapelle Sainte-Jeanne-de-Chantal de Sucy-en-Brie
La chapelle Sainte-Jeanne-de-Chantal de Sucy-en-Brie est une chapelle de l'Église catholique située à Sucy-en-Brie dans le Val-de-Marne, en France.

## Localisation
Le monument se trouve dans le département du Val-de-Marne, dans la métropole du Grand Paris et dans l'arrondissement de Créteil.

## Historique
Cette chapelle est dédiée à sainte Jeanne de Chantal, en mémoire de la fille de la famille Altmeyer, famille qui participa à la construction.
Elle a été restaurée en 2008.

## Description
C'est un bâtiment en briques roses, pierres meulières et agglomérés de ciment blanc, construit au début des années 1930 sous l'impulsion du chanoine Édouard Weiss. 
Elle a été bénie le dimanche 5 juin 1932 par Mgr Roland-Gosselin, évêque de Versailles.